# Samantha Sin
Samantha Sin (Mesa, Arizona; 13 de febrero de 1985) es una actriz pornográfica estadounidense. Comenzó su carrera en el cine para adultos en 2005, cuando tenía 20 años, y en algunas de sus películas ha aparecido acreditada como Samantha Sinn, Sammy Sin y Melody.

## Premios y nominaciones
- 2009: AVN Award (indicada) – Best Oral Sex Scene – Night of the Giving Head[2]